# Parafia św. Dymitra w Hajnówce
Parafia św. Dymitra – parafia prawosławna w Hajnówce, w dekanacie Hajnówka diecezji warszawsko-bielskiej.
Na terenie parafii funkcjonuje 1 cerkiew i 1 kaplica:
- cerkiew św. Dymitra w Hajnówce – parafialna
- kaplica Kazańskiej Ikony Matki Bożej w Hajnówce – na cmentarzu ofiar okupacji hitlerowskiej w Górnem

Parafia administruje też nowym cmentarzem prawosławnym w Hajnówce, założonym w 2017 r.

## Historia

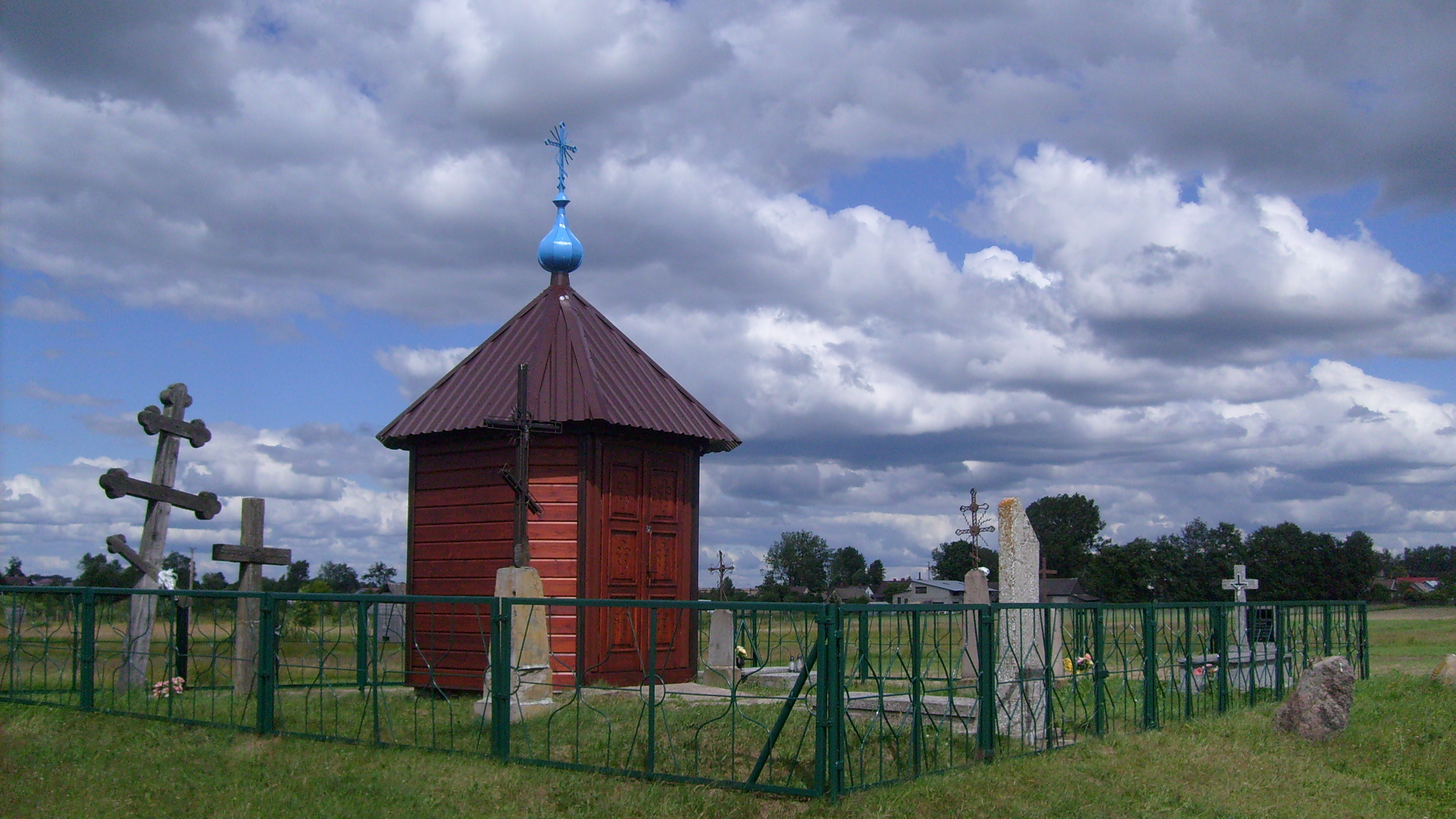
Kaplica Kazańskiej Ikony Matki Bożej (stan sprzed rozbudowy) i cmentarz w dawnej wsi Górne (obecnie ul. Górna w Hajnówce)

Parafia erygowana dekretem Jego Eminencji Metropolity Bazylego z 30 kwietnia 1996 r. Powstała z podziału istniejącej dotychczas parafii Świętej Trójcy.
W parafii św. Dymitra działają dwa chóry: parafialny i dziecięco-młodzieżowy, a od 2003 r. funkcjonuje Bractwo Młodzieży Prawosławnej.

## Zasięg terytorialny
Hajnówka (część) i Sacharewo.

## Wykaz proboszczów
- 30.04.1996 – 2022 – ks. Jerzy Ackiewicz
- od 2022 – ks. Marek Jurczuk[1]